# 約斯·蘇達索

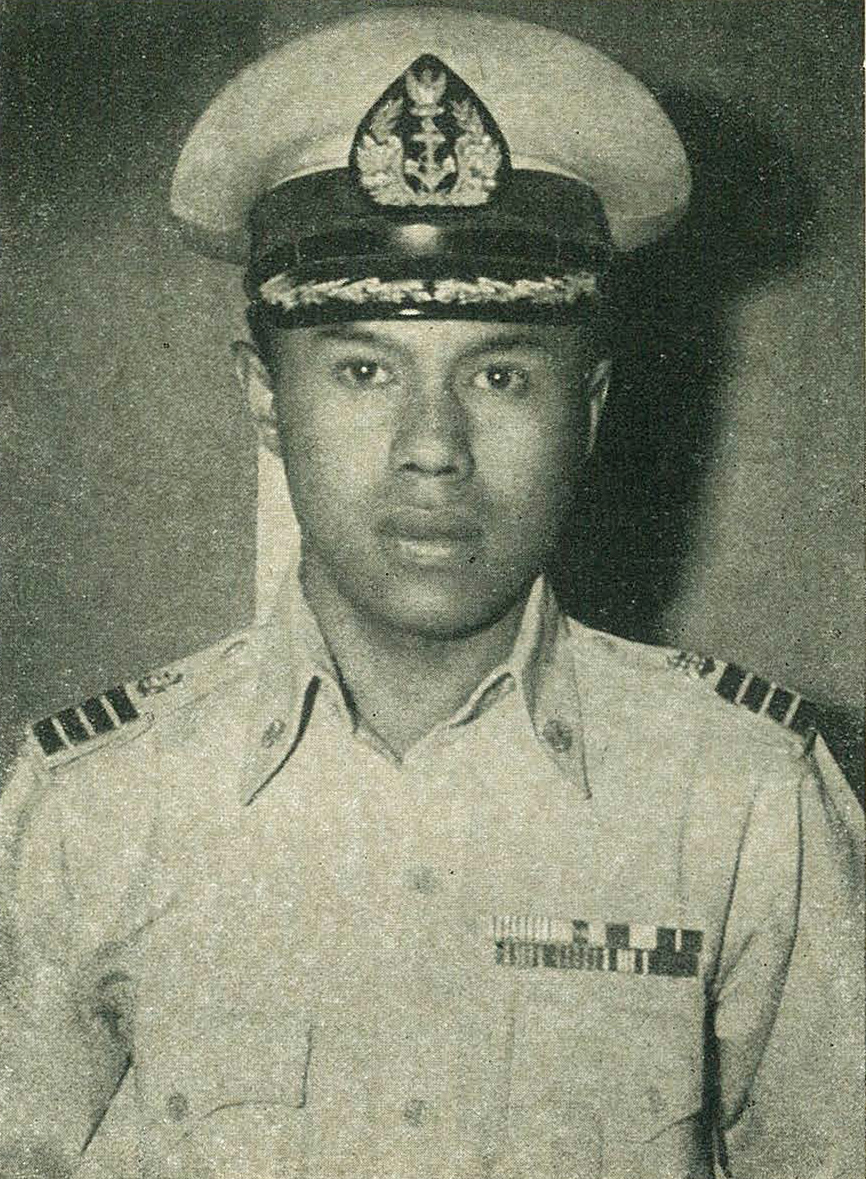

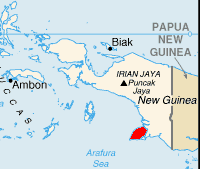
約斯蘇達索島位置圖

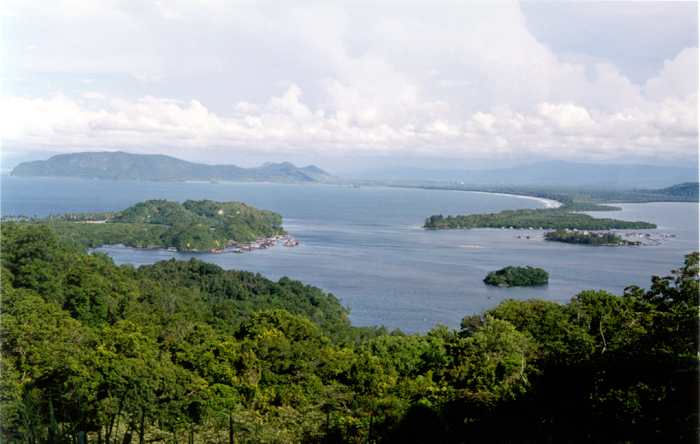
約斯蘇達索灣

約斯·蘇達索（Yosaphat Soedarso，1925年11月24日—1962年1月15日），印尼海軍軍官、民族英雄，在與荷蘭作戰的特里科拉行动中陣亡。
約斯·蘇達索陣亡的那場戰役發生於阿拉弗拉海附近的平板灣。現在每年當地居民會舉辦海祭節以紀念那場死傷慘重的戰役。在他死後的12年，他正式被印尼官方認可為民族英雄，印尼郵政也為此特別發行流通全國的紀念郵票。
在戰役中，為吸引荷蘭軍艦火力，約斯·蘇達索的座艦Macan Tutul 602有意暴露以掩護友艦。最後，雖然Macan Tutul 602被擊沉，但其餘兩艦——Macan Kumbang 606與Harimau 607成功撤退，避免了更大損失。其中一艘被獲救軍艦Harimau 607，目前被放置在雅加達美麗印度尼西亞紀念公園中的苏哈托纪念馆以茲紀念。
現今，印尼官方以他的名字命名戰役發生的海灣與島嶼－約斯蘇達索灣與約斯·蘇達索島。另外，有两艘印度尼西亚海军舰艇以他的名字命名。第一艘是KRI Jos Soedarso (351)，一艘自苏联引进的里加级护卫舰，于1963年服役，1986年退役。第二艘是自荷兰引进的荷兰范斯佩克级护卫舰，名为KRI Yos Sudarso (353)，服役至今。